# 오클랜드 전쟁 기념박물관

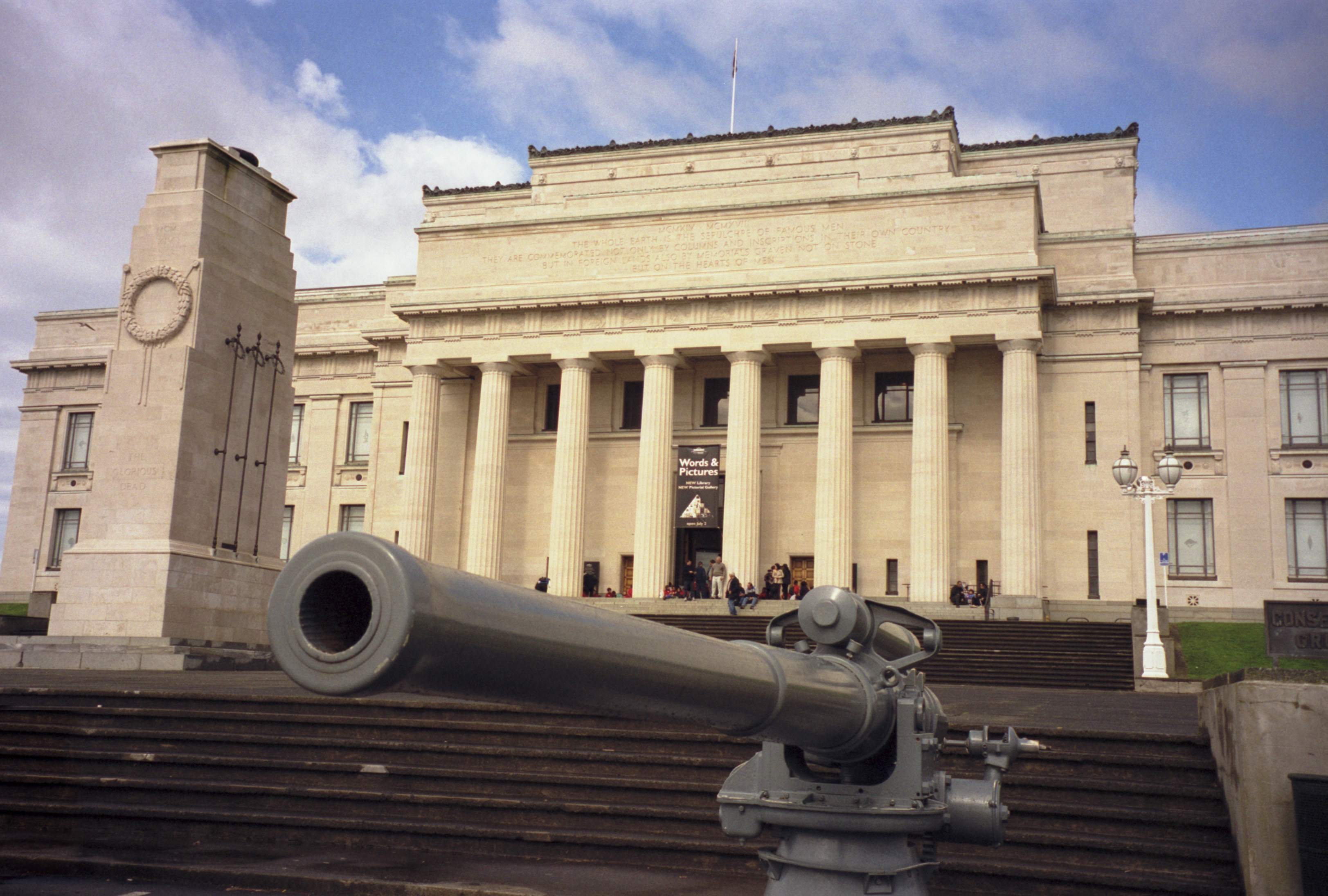
오클랜드 전쟁 기념박물관

오클랜드 전쟁 기념박물관(영어: Auckland War Memorial Museum)은 뉴질랜드와 오클랜드 지역의 역사, 자연사, 군(軍) 역사에 관한 박물관으로 오클랜드 시내 남동쪽 중심부의 넓은 공원인 뉴질랜드 오클랜드 도메인(Auckland Domain)에 위치 한다. 줄여서 오클랜드 박물관(Auckland Museum)이라고도 한다.

## 개요
오클랜드시에 있는 이 박물관에서는 마오리족의 문화유산 및 남태평양 일원에 흩어진 원주민의 문화를 볼 수 있다. 뿐만 아니라 뉴질랜드 동식물 및 광물자원을 비롯하여 정작 초기 백인의 이주생활 및 해양문화 등이 생생하게 전시되어 있고, 전쟁에 참전했다. 희생된 사람들의 자료 등도 전시되어 있다.박물관의 구성은 1층 마오리 홀, 2층 뉴질랜드 자연사 박물관, 3층 전쟁기념 박물관으로 이루어져 있다..